# 河南牧业经济学院
河南牧业经济学院是一所位于河南郑州的本科院校，由郑州牧业工程高等专科学校和河南商业高等专科学校于2013年合并组建而成。占地面积2112亩，现有全日制在校生三万余人。有专任教师1492人，其中具有研究生学历教师1040人。

## 简介
学院设有动物科技学院、动物医学院、食品工程学院、工商管理学院、会计学院、外国语学院等20个教学院系，教学部5个、示范性软件职业技术学院1个、继续教育学院1个和国际教育学院1个。专业设置涵盖农学、工学、管理学、经济学、理学、文学、法学、艺术学、语言学等学科。

## 院系设置
- 动物科技学院（附设饲料工程技术研究中心）
- 动物医学院（附设生猪疾病预防控制中心）
- 食品工程学院
- 工商管理学院（附设豫企发展研究所）
- 会计学院
- 金融学院
- 制药工程学院
- 生物工程学院
- 包装与印刷工程学院
- 农林经济管理学院
- 物流与电商学院
- 外国语学院
- 工程管理学院
- 自动化学院
- 能源与动力工程学院
- 经济贸易学院
- 信息与电子工程学院
- 软件学院（与计算机公共课教研部合署）
- 文法系（附设豫商文化研究所和法学研究所）
- 艺术学院（附设书画艺术研究中心）
- 旅游管理系
- 国际教育学院
- 思想政治理论教研部
- 基础课教研部
- 北龙体育教研部
- 英才体育教研部
- 公共外语教研部
- 继续教育学院
- 实验研究中心[3]